# Blame It on the Rain
Blame It on the Rain è un singolo del gruppo musicale tedesco Milli Vanilli, pubblicato nel 1989. La canzone appare come traccia nell'album Girl You Know It's True per il mercato americano, mentre non è presente nell'edizione europea All or Nothing. Un remix esteso del brano è stato inserito in The U.S.-Remix Album: All or Nothing per il mercato europeo.

## Descrizione
La canzone venne originariamente scritta da Diane Warren per i Jets, ma all'ultimo minuto decisero di non registrarla. Il brano è stato in seguito proposto a Clive Davis della Arista Records, che era alla ricerca di nuove canzoni per i Milli Vanilli. Diane Warren non conosceva i Milli Vanilli e voleva che la canzone fosse cantata da Whitney Houston, ma Davis scelse i Milli Vanilli. Il piano del produttore era quello di sostituire alcuni brani della versione europea dell'album di debutto del gruppo, All or Nothing, con brani appena registrati per la riedizione americana Girl You Know It's True. Blame It on the Rain è diventato il terzo e ultimo singolo del gruppo a raggiungere la prima posizione nella classifica statunitense Billboard Hot 100 dopo Baby Don't Forget My Number e Girl I'm Gonna Miss You.

## Tracce
- 7"

1. Blame It on the Rain
2. Dance with a Devil

## Classifiche

### Classifiche settimanali
| Classifica (1989/90)             | Posizione massima |
| -------------------------------- | ----------------- |
| Australia                        | 5                 |
| Austria                          | 8                 |
| Belgio (Fiandre)                 | 6                 |
| Canada                           | 3                 |
| Finlandia                        | 11                |
| Germania                         | 3                 |
| Nuova Zelanda                    | 3                 |
| Paesi Bassi                      | 2                 |
| Regno Unito                      | 52                |
| Spagna                           | 8                 |
| Stati Uniti                      | 1                 |
| Stati Uniti (adult contemporary) | 27                |
| Stati Uniti (dance/electronic)   | 13                |
| Stati Uniti (R&B)                | 14                |
| Svezia                           | 6                 |
| Svizzera                         | 22                |

### Classifiche di fine anno
| Classifica (1989) | Posizione |
| ----------------- | --------- |
| Austria           | 28        |
| Germania          | 28        |
| Stati Uniti       | 21        |
| Classifica (1990) | Posizione |
| Australia         | 46        |
| Stati Uniti       | 46        |